# Боцванска пула
Боцванска пула је званична валута у Боцвани и једна од незваничних валута Зимбабвеа. На језику Сетсвана значи киша. Скраћеница тј. симбол за пулу је P а међународни код BWP. Пулу издаје Банка Боцване. У 2009. години инфлација је износила 8,4%. Једна пула састоји се од 100 тебеа.
Уведена је 1976. као замена за јужноафрички ранд по курсу 1 пула за један ранд.
Постоје новчанице у износима 10, 20, 50, 100 и 200 пули и кованице од 1, 2, 5 пули и 5, 10, 25 и 50 тебеа.